# Coca-Cola Vanilla

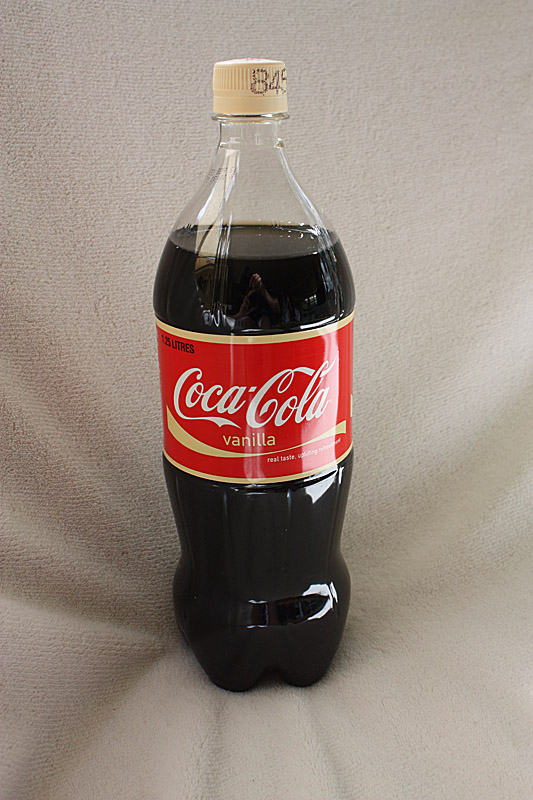
Een Australische verpakking van Coca-Cola Vanilla

Coca-Cola Vanilla is een drank van de Coca-Cola Company, die in 2002 als Vanilla Coke op de markt kwam. Eerst alleen voor de Amerikaanse markt, maar later ook voor de Canadese. Na slechte verkoopcijfers werd het product in 2005 van de markt gehaald. In 2007 werd de smaak als Coca-Cola Vanilla geherintroduceerd.

## Nederland
In Nederland is Coca-Cola Vanilla verkrijgbaar in blikjes (330 ml en 250ml) en in literflessen naast de varianten Cherry en Lemon light.
Er bestaat ook een Coca-Cola Vanilla Zero-variant, zonder suiker.